# NGC 808
NGC 808 (również PGC 7865) – galaktyka spiralna z poprzeczką (SBbc), znajdująca się w gwiazdozbiorze Wieloryba. Odkrył ją John Herschel 14 października 1830 roku.
W galaktyce tej zaobserwowano do tej pory jedną supernową – SN 2004ds.